# 半截塔村古城
半截塔村古城，位于中国河北省承德市半截塔村，为承德市围场满族蒙古族自治县的一个省级文物保护单位，类型为古遗址，公布时间为1982年7月23日。
半截塔村古城的历史年代为战国、汉。